# Paroedura picta
Paroedura picta — вид ящірок з родини геконових (Gekkonidae). 

## Поширення
Ендемік Мадагаскару. Досить поширений вид на заході та півдні острова. Населяє різні біотопи, однак віддає перевагу посушливим місцям такі як напівпустелі, савани, скелі, сухі ліси.

## Опис
Ящірка завдовжки 10-15 см. Забарвлення тіла складається з бежево-коричнево-жовтого візерунку. Голова велика з виразними очима. Хвіст досягає довжини тіла. Самці зазвичай більші за самиць, в дорослому стані їх легко відрізнити за анальними бугорками.

## Спосіб життя
Живиться комахами. Полює на світанку або у сутінках.